# Lucy ed io
Lucy ed io (I Love Lucy) è una situation comedy statunitense in onda sulla CBS dal 1951 al 1957. Protagonisti della serie erano gli attori Lucille Ball e Desi Arnaz.
Nelle sue prime quattro stagioni la sitcom è stato lo show più visto negli Stati Uniti: primo "programma ad essere visto in 10 milioni di case, avvenimento che frutta ai protagonisti la copertina di TIME", la serie è divenuta un classico della televisione, "modello per tutte le future sitcom", perché è stata la prima ad introdurre la tecnica di ripresa dal vivo con tre telecamere.
In Italia andarono in onda solo tredici episodi della sitcom, corrispondenti alla prima stagione della serie televisiva, dal 6 febbraio al 28 maggio 1960, ogni sabato alle 22.15 sul Programma Nazionale della Rai.
Vinse cinque Emmy Awards. Nel 2002, la rivista TV Guide ha classificato Lucy ed io al 2º posto tra I migliori 50 spettacoli televisivi di tutti i tempi

## Episodi
| Stagione         | Episodi | Prima TV USA | Prima TV Italia   |
| ---------------- | ------- | ------------ | ----------------- |
| Prima stagione   | 35      | 1951-1952    | 1960 (13 episodi) |
| Seconda stagione | 31      | 1952-1953    | inedita           |
| Terza stagione   | 31      | 1953-1954    | inedita           |
| Quarta stagione  | 30      | 1954-1955    | inedita           |
| Quinta stagione  | 26      | 1955-1956    | inedita           |
| Sesta stagione   | 27      | 1956-1957    | inedita           |